# Ван Азіза Ван Ізмаїл
Ван Азіза Ван Ізмаїл (малай. Wan Azizah Wan IsmailWan Azizah Wan Ismail) (нар.. 3 грудня 1952 року, Сінгапур) — політична діячка Малайзії, президент Партії народної справедливості.

## Коротка біографія
Народилася в Сінгапурі, але дитинство провела у Алор-Сетарі. Азіза була другою дитиною з п'яти дітей. Батько Ван Ізмаїл Ван Махмуд 30 років пропрацював державним чиновником, дослужившись до посади члена Державної ради безпеки. Мати — домогосподарка. Дідусь по материнській лінії був заморським китайцем. У 1955 році її батьки поїхали працювати до Лондона і залишили її під опікою дядька Чє Рос бін Тахіра, який був головним інспектором охорони здоров'я штатів Кедах і Перліс.
У 1978 році Ван Азіза Ван Ізмаїл закінчила з золотою медаллю Королівський коледж хірургів в Шотландії за спеціальністю лікар-гінеколог. Пропрацювала 15 років у Головній лікарні Куала-Лумпура і в лікарні при Університеті Малайя до 1993 року, коли її чоловік Анвар Ібрагім був призначений заступником прем'єр-міністра.

## Політична діяльність
Зайнялася політикою у зв'язку з усуненням чоловіка Анвара Ібрагіма з посади заступника прем'єр-міністра у 1998 році і засудження його за звинуваченням у корупції. Після його арешту Ван Азіза Ван Ізмаїл очолила Рух за реформи, а 4 квітня 1998 року створила і очолила Національну партію справедливості, яка після злиття з Народною партією Малайзії 3 квітня 2003 року стала називатися Партією народної справедливості. У 1999 році вона здобула перемогу на загальних виборах від округу Перматанг-Паух і стала членом парламенту. Повторила цей успіх у 2004 та 2008 роках. Однак 21 липня 2008 року покинула парламент, щоб дати можливість чоловіку балотуватися на проміжних виборах 26 серпня 2008 року, перемогти на них і стати членом парламенту. Анвар Ібрагім не міг брати участь у загальних виборах, що відбулися в березні 2008 року, оскільки до того часу ще не закінчився п'ятирічний строк після його звільнення з в'язниці, протягом якого він, за законом, не мав права балотуватися кандидатом у члени парламенту.
На загальних виборах 2013 року не виставляла свою кандидатуру у члени парламенту. Однак, у 2014 році Ван Азіза Ван Ізмаїл балотувалася на додаткових виборах в Каджангі і перемогла замість свого чоловіка, який, виставивши там свою кандидатуру (з перспективою стати головним міністром Селангора), змушений був зійти з дистанції, бо суд визнав його винним в актах мужелоства.

## Нагороди
- Орден комодора-захисника країни від губернатора Пінанга, що дає право на титул «Датук Срі» (2008)

## Родина
Одружена з 1979 року. Чоловік — лідер опозиції Малайзії Анвар Ібрагім. Подружжя виховало шість дітей. Старша донька — Нурул Через Анвар — віце-президент Партії народної справедливості.